# Alison Rose
Alison Jane Rose (Coventry, 10 december 1961) was van 2014 tot 2019 ambassadeur van het Verenigd Koninkrijk in België.

## Biografie
Rose groeide op in Coventry en studeerde moderne geschiedenis aan Newnham College van de Universiteit van Cambridge.
Ze startte haar carrière in 1983 in het ministerie van Tewerkstelling. Nadien zou ze nog werken in het ministerie van Milieu en Transport, alvorens in 1999 over te stappen naar het ministerie van Buitenlandse Zaken. Ze werkte vier jaar lang in de Britse Permanente Vertegenwoordiging bij de Europese Unie in Brussel. Van 2003 tot 2008 werkte ze in verschillende overheidsdepartementen, waarna ze terugkeerde naar het ministerie van Buitenlandse Zaken, eerst vier jaar in Londen en vervolgens in de Britse ambassade te Parijs. Van 2012 tot 2014 was ze werkzaam op het ministerie van Cultuur, Media en Sport. In oktober 2013 werd ze voorgedragen als Britse ambassadeur in België, een rol die ze in augustus 2014 opnam. In juni 2019 verliet ze Brussel.
Alison Rose werd in september 2019 principal (hoofd) van Newnham College, het college in Cambridge waaraan ze zelf studeerde.